# NGC 1482
NGC 1482 är en linsformad galax i stjärnbilden Eridanus. Den upptäcktes den 19 december 1799 av William Herschel. 